# Dagobert III
Dagobert III (ur. 699, zm. 715) – król Franków w latach 711–715.
Był synem Childeberta III i Edonne. Panował jako władca trzech królestw Frankonii: Neustrii i Austrazji, dzięki zwycięstwom, jakie odniósł Pepin z Herstalu pod Tertry w 687. Został królem Burgundii w 711, mając lat dwanaście. Realną władzę jednak posiadał majordom domu królewskiego Pepin z Herstalu, który zmarł w 714 roku. Jego śmierć spowodowała otwarty konflikt pomiędzy jego spadkobiercami i dostojnikami, którzy wybrali nowego majordoma.
Choć cała uwaga była skupiona na terenie Fryzji na obszarach południowej Galii doszło do buntów przeciwko władzy Dagoberta: Sawaryk biskup Auxerre, w 714 i 715 podporządkował sobie Orlean, Nevers, Avallon i Tonnerre; Eudes w Tuluzie czy Antenor w Prowansji byli zasadniczo niezależnymi magnatami.